# Танненберг (Саксония)
Танненберг (нем. Tannenberg) — община в Германии, в земле Саксония. Подчиняется административному округу Хемниц. Входит в состав района Рудные Горы. Подчиняется управлению Гайер.  Население составляет 1194 человека (на 31 декабря 2010 года). Занимает площадь 7,94 км².
Коммуна подразделяется на 2 сельских округа.